# Youngia nansiensis
Youngia nansiensis là một loài thực vật có hoa trong họ Cúc. Loài này được Y.Z.Zhao & L.Ma mô tả khoa học đầu tiên năm 2004.